# دارالسلام (أسلم)

تعديل مصدري - تعديل

دارالسلام هي إحدى قرى عزلة أسلم الوسط بمديرية أسلم التابعة لمحافظة حجة، بلغ تعداد سكانها 102 نسمة حسب تعداد اليمن لعام 2004.